# St. Peter und Paul (Lindenberg im Allgäu)

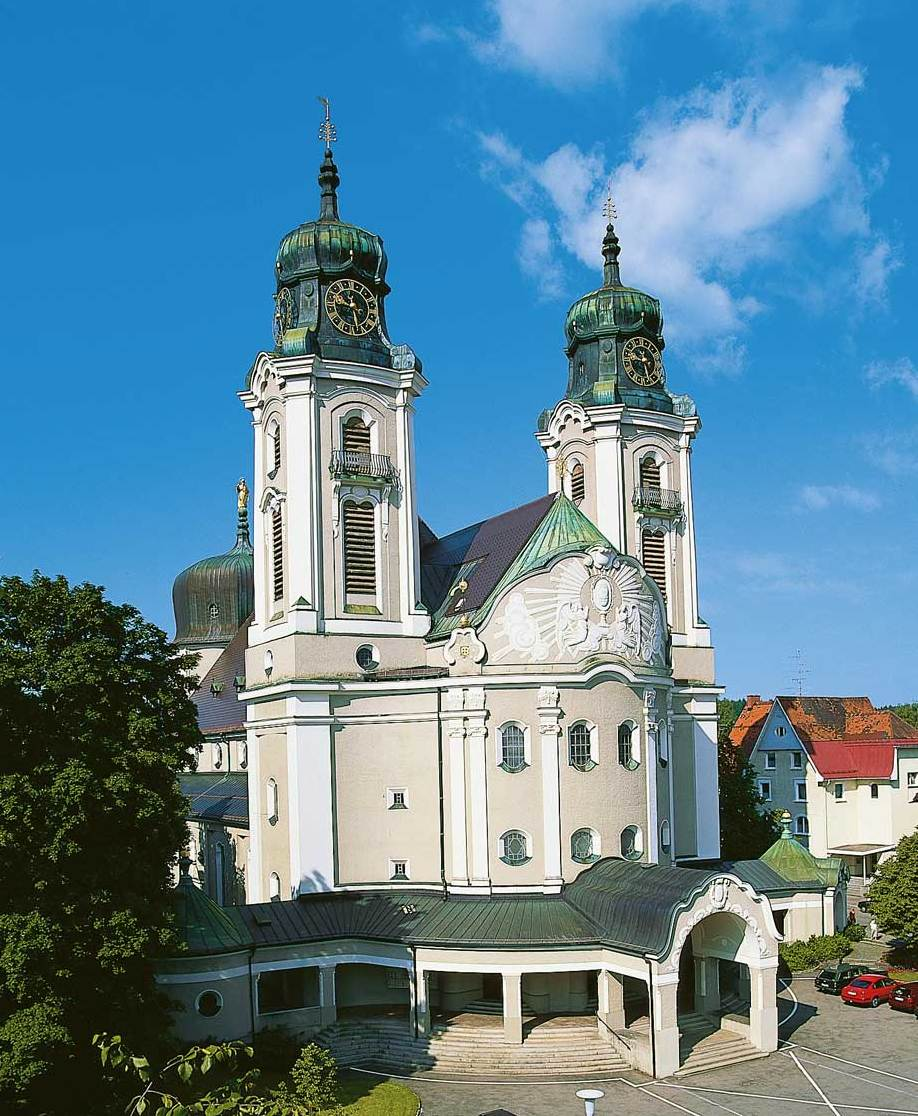
St. Peter und Paul in Lindenberg im Allgäu

Die katholische Stadtpfarrkirche St. Peter und Paul in Lindenberg im Allgäu im bayerischen Landkreis Lindau (Bodensee) ist ein neubarocker Bau aus dem Anfang des 20. Jahrhunderts. Die unter Denkmalschutz stehende Kirche wird auch als Westallgäuer Dom bezeichnet.

## Geschichte
Der Bevölkerungszuwachs der Stadt Lindenberg hatte am Ende des 19. Jahrhunderts zur Folge, dass mehrere Einrichtungen – darunter auch die Kirche – zu klein wurden. Der Kaufmann Christian Mayer regte in dieser Zeit die Gründung eines Kirchenvereins an, der 1885 unter Pfarrer Franz Eberle gegründet wurde. Durch regelmäßige Beiträge und gezielte Sammlungen wurde der finanzielle Grundstock für einen Kirchenneubau gelegt. Die Lage der Kirche wurde ab 1896 diskutiert, und man entschloss sich schließlich, die Kirche an der Goethestraße 3 zu errichten. Die Lage der Kirche wurde durch ein Gutachten des Regierungspräsidenten und des bischöflichen Ordinariats in Augsburg festgelegt.
Erste Planskizzen für die neue Kirche waren bereits 1901 vorhanden. Zur Ausführung gelangte der neubarocke Kirchenbau des Münchner Architekten Franz Rank, Baumeister war der aus Lindenberg stammende Josef Bilger. Geleitet wurde der Bau von dem Architekten Brachinger. Am Feiertag Mariä Geburt des Jahres 1912 war die Grundsteinlegung durch den Stadtpfarrer Johannes Egger. Geweiht wurde die fertige Kirche am 14. Mai 1914 von Bischof Maximilian von Lingg. Die Baukosten für die neue Kirche betrugen rund 600.000 Mark.
Die Pfarrei St. Petrus und Paulus bildet seit dem 1. September 2016 mit den Pfarreien Scheidegg und Scheffau die Pfarreiengemeinschaft Pfänderrücken im Dekanat Lindau (Bistum Augsburg).

## Baubeschreibung

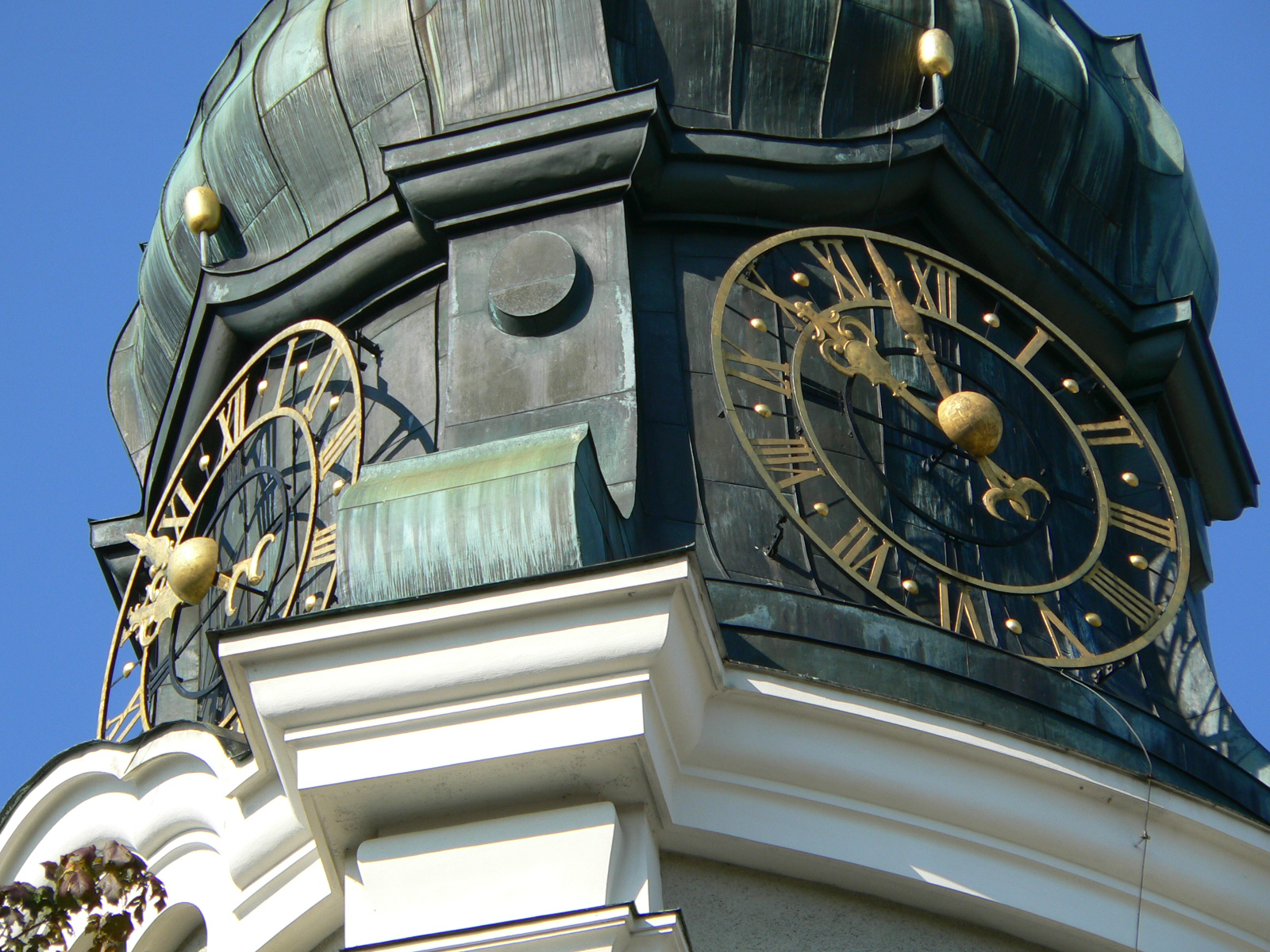
Detail der Kirchtürme mit Ziffernblättern

Die Schaufront der Stadtpfarrkirche bilden zwei Türme mit konvex ausschwingendem Mittelteil. Um die Kirche verläuft eine tonnengewölbte Umgangshalle mit Pfeilerkolonnaden. Die mit einem Pultdach gedeckte Umgangshalle zeigt am Tonnengewölbe im Eingang ein Relief mit Petrus als Menschenfischer. Rechts und links mündet die Umgangshalle in Rundbauten mit Zeltdach. Der Mittelteil zwischen den Säulen mit seinen acht Fenstern ist durch Kolossalpilaster mit ionischen Kapitellen gegliedert. Im bekrönenden Volutengiebel befindet sich ein abgesetztes, weißes Relief mit der Darstellung einer Monstranz und zwei seitlich knienden Engeln. Das Untergeschoss der beiden Kirchtürme hat ausbuchtende Wandflächen und ist mit Kolossalpilastern gegliedert. Das Zwischengeschoss, das sich darüber erhebt, enthält übereckgestellte Kolossalpilaster und verkröpftes Gebälk. Die acht Fenster je Kirchturm heben sich mit dem Gewände weiß vom grauen Putz ab. Beide Turmfronten haben am oberen Fenster einen Balkon. Abgeschlossen werden die Türme mit einer welschen Haube. Die in Voluten auslaufenden Hauben haben ein Ziffernblatt und werden mit einem Papstkreuz an der Spitze bekrönt.
Die Wände der Seitenschiffe sind durch Pfeiler gegliedert, deren dazwischenliegende Wandelemente konvex ausgebogen sind. Die Kirche ist sowohl durch ein Portal an der Süd- wie an der Nordseite zugänglich. Die Überleitung zur Wand des Hochschiffes mit Ochsenaugen bildet ein Pultdach auf den Seitenschiffen. Das Mittelschiff selbst ist mit einem Satteldach mit kleinen Dachgauben gedeckt. Oberhalb des Chores erhebt sich die Tambourkuppel auf einem oktogonalen Grundriss, der mit Pilastern gegliedert ist. Auf dem Zwiebelhelm der Kuppel steht eine Figur des Apostels Petrus. Die Seitenschiffe enden auf beiden Seiten auf der Höhe des Chores in einem runden Anbau mit kleineren Tambourkuppeln. Die Sakristei gleicht in ihrer äußeren Form einer Umgangshalle und umläuft den Chor und verbindet dadurch die beiden Seitenanbauten. Sie enthält große Segmentbogenfenster und ist mit einem Pultdach gedeckt.
Die äußere Länge des Kirchenbaus beträgt ohne Vorbauten 74,15 m, die innere Länge 66,8 m. Außen ist das Gebäude 28,6 m breit, die Firsthöhe beträgt 19,25 m. Der Turm ist 55 m hoch, die Kuppel ohne Figur 38 m. Die Kirche hat über 1200 Sitz- sowie 1800 Stehplätze und ist damit die größte Pfarrkirche im Bistum Augsburg.

## Ausstattung

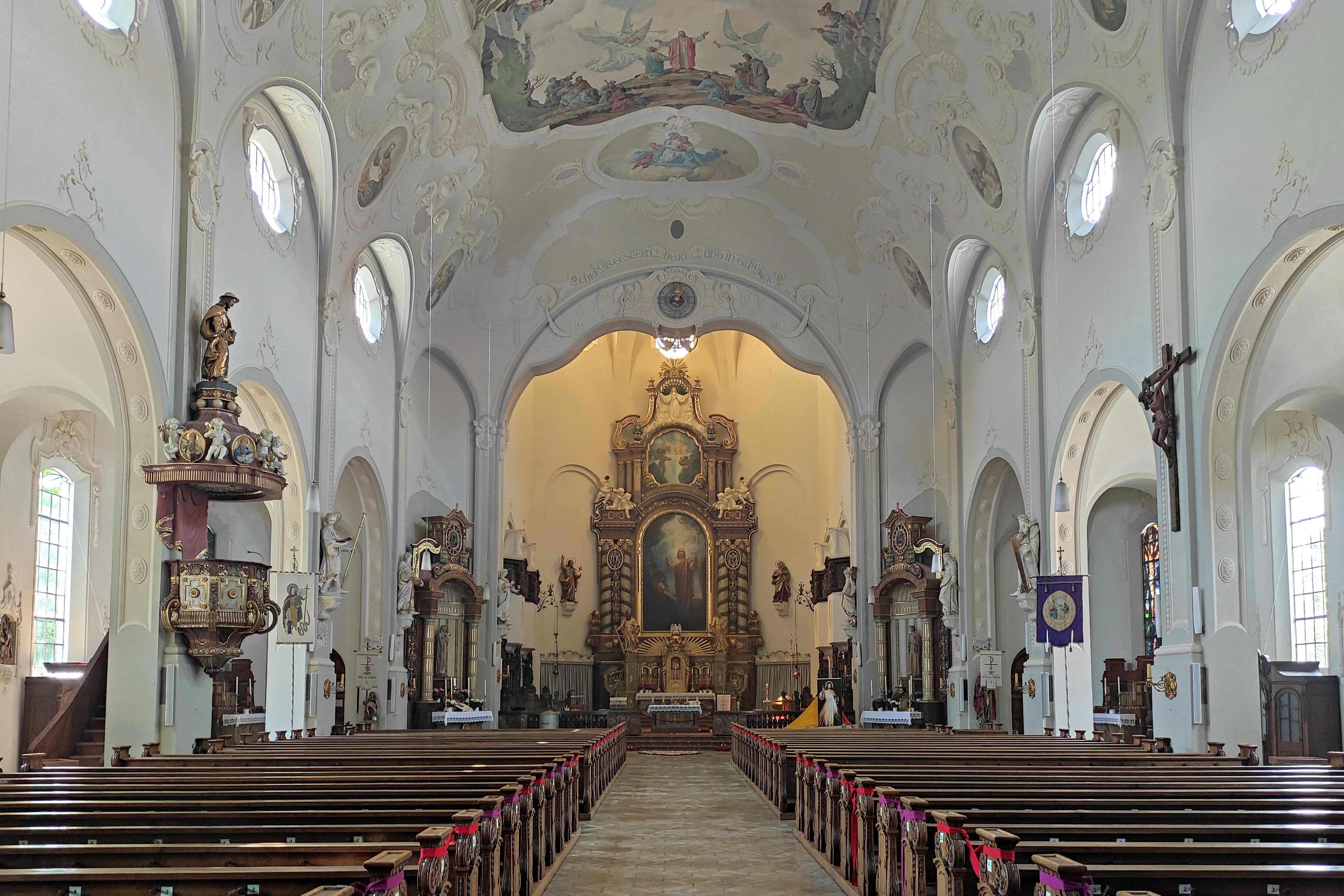
Mittelschiff mit Hochaltar

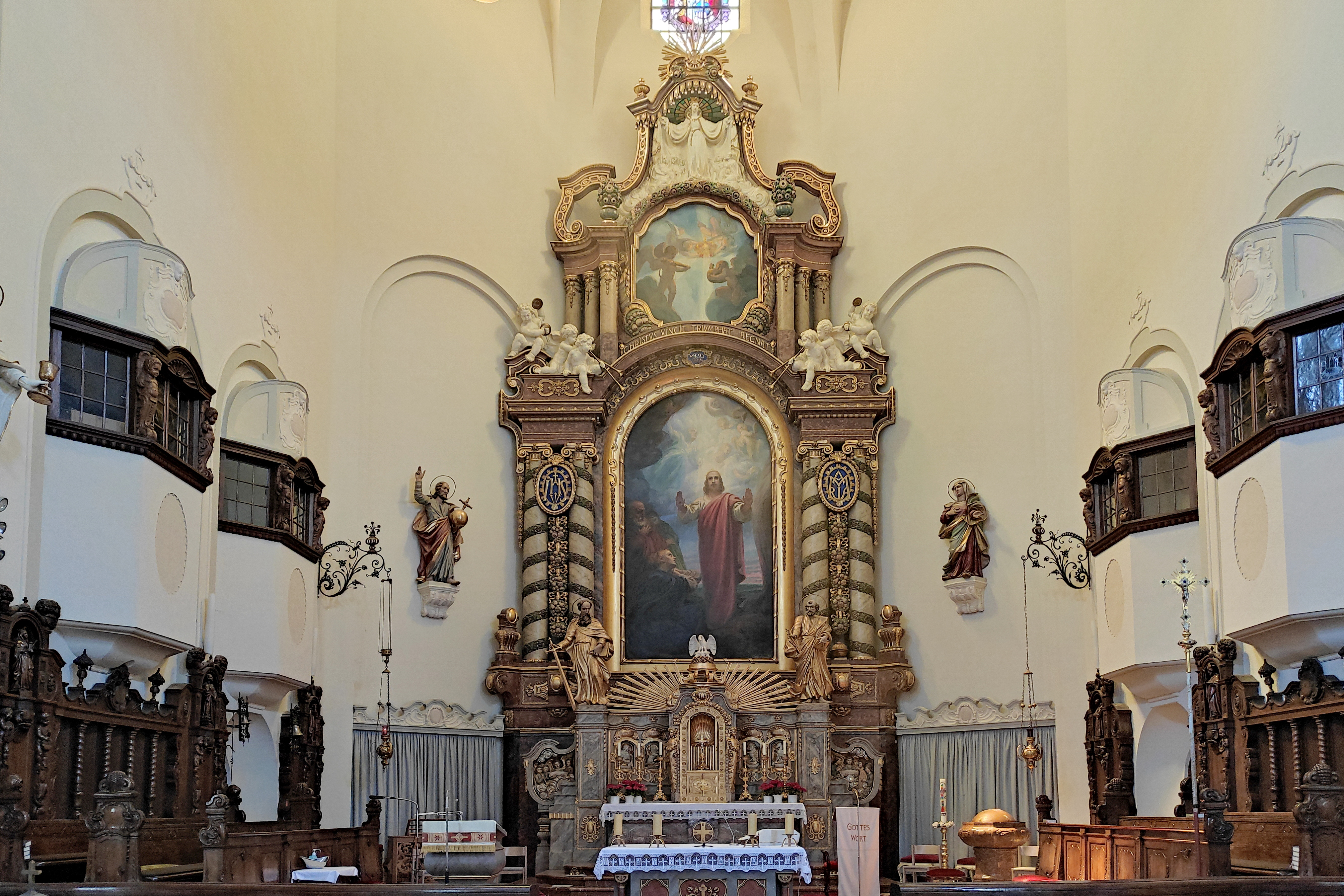
Hochaltar

Der Hochaltar besteht aus einem Aufbau mit jeweils zwei flankierenden Säulen mit ionischen Kapitellen. Diese Säulen begrenzen das Altarblatt mit der Darstellung von Christi Auferstehung, einem Werk von Julius Exter aus dem Jahr 1914. Der Tabernakel zwischen Altarmensa und Altarblatt wird mit der Figur eines Pelikans als Symbol für Christus geschmückt. An den Seiten des Tabernakels befinden sich Reliefdarstellungen mit den vier Evangelistensymbolen. Über den Reliefdarstellungen erheben sich die Figuren der Kirchenpatrone Petrus auf der rechten und Paulus auf der linken Seite. Beide Figuren wurden von der Holzschnitzerwerkstatt Georg Lang sel. Erben in Oberammergau gefertigt. Die blütenumkränzten Säulen tragen das Gebälk mit musizierenden Engeln. Der Altaraufbau wird von einer Darstellung einer Schutzmantelmadonna bekrönt. In den beiden Blendarkaden neben dem Hochaltar stehen Figuren des Salvator Mundi (links) und der Muttergottes (rechts).
Die Vorlagen für die Glasfenster der beiden Seitenschiffe wurden 1913 von Julius Exter gefertigt. Die Fenster zeigen Darstellungen der Geburt Christi und der Kreuzigung Christi. Sie bilden gewissermaßen den Altaraufbau der Seitenaltäre, die mit ihren Formen klassizistisch angelehnt und Maria und Josef gewidmet sind. Josef Eggle aus Aulendorf schuf beide Seitenaltäre und glich sie in ihrem Aufbau an den Hochaltar an. Die Figuren der heiligen Maria und des heiligen Josef wurden 1961 von Bildhauer Zwinck geschaffen.

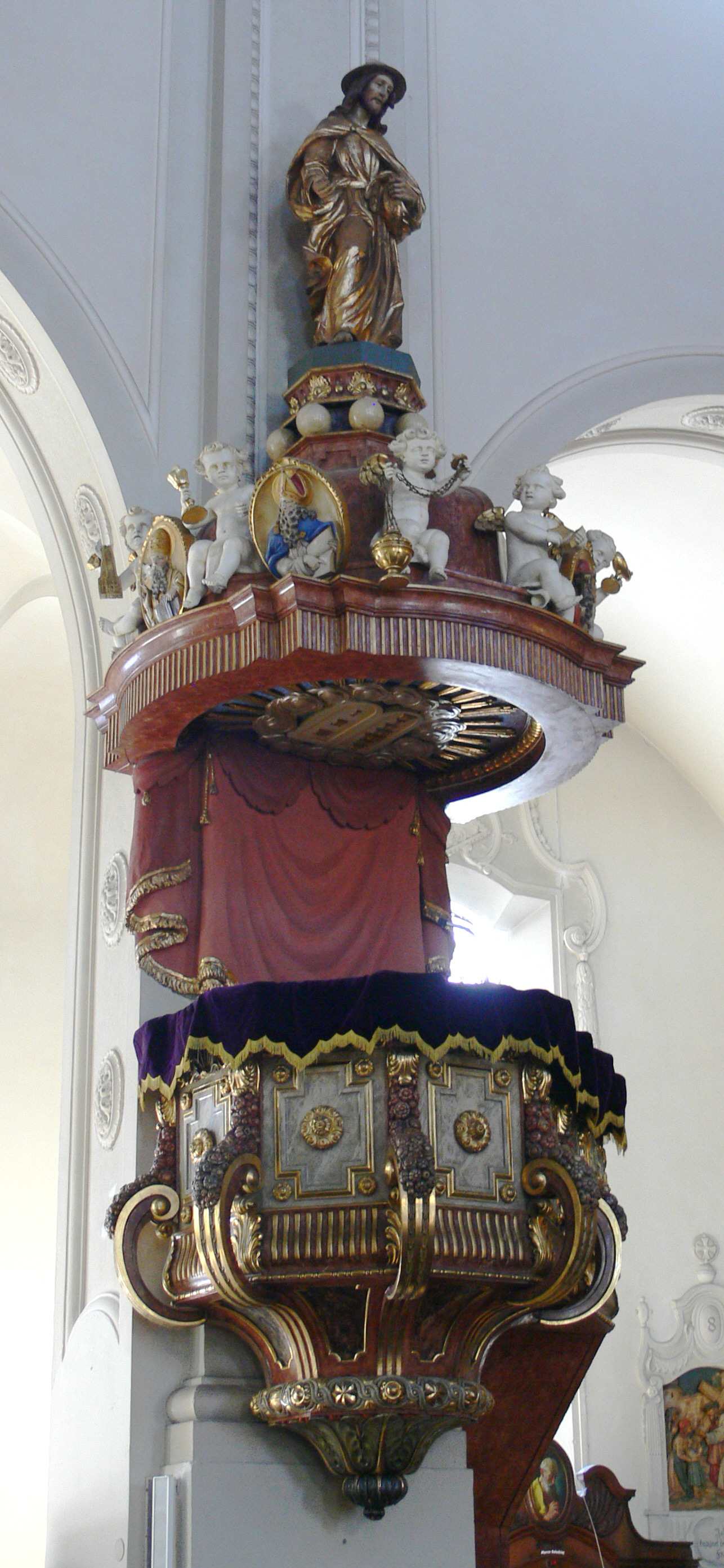
Kanzel

Der Schalldeckel der Kanzel zeigt umlaufend in hochovalen Medaillons Darstellungen der Kirchenväter. Dazwischen sind Putten angebracht, die liturgische Geräte in Händen halten. Bekrönt wird der Schalldeckel mit einer Figur des Christus als Sämann. Der Kanzelkorb ist mit Kassettenfeldern versehen, die mit Rosetten und Fruchtgirlanden geschmückt sind.
Das Kruzifix gegenüber der Kanzel am dritten Pfeiler des Langhauses stammt von Paul Keck und erinnert an die Mission der Jahre 1952 und 1985. Die Apostelfiguren wurden von dem aus Wangen stammenden Bildhauer Balthasar Krinner im Jahr 1684 geschaffen und wurden aus der ehemaligen Barockkirche St. Martin aus Wangen überführt. Gefasst wurden die Figuren 1765/1766 für 100 fl. von dem Maler Andreas König aus Wangen.
Eine lebensgroße Figur des Ecce Homo ist am rechten Chorbogenpfeiler aufgestellt. Die 163 cm große Figur stammt aus der Aureliuskirche. Sie trägt einen später hinzugefügten Purpurmantel und ein Schilfrohr, das nach der biblischen Überlieferung die Soldaten Jesus als Zepter in die Hand gaben, um ihn als König zu verspotten (Mt 27,29–30 ). Gefertigt wurde die Figur aus Lindenholz und wird dem Bildhauer Christoph Daniel Schenck zugeschrieben. Kreuzwegstationen, ausgeführt als gefasste Holzreliefs, befinden sich in den konkaven Ausbuchtungen der Seitenschiffe. Sie stammen von Heinz Schiestl aus Würzburg und wurden 1926 vollendet. Die Umrahmungen der Reliefs gleichen Portalarchitekturen.
Obwohl von Anfang an eine Ausmalung der Kirche vorgesehen gewesen war, konnten das Deckenbild im Langhaus und einige andere Malereien erst im Jahr 1961 ausgeführt werden. Die Gemälde stammen von dem regionalen Künstler Paul Keck.

## Orgel

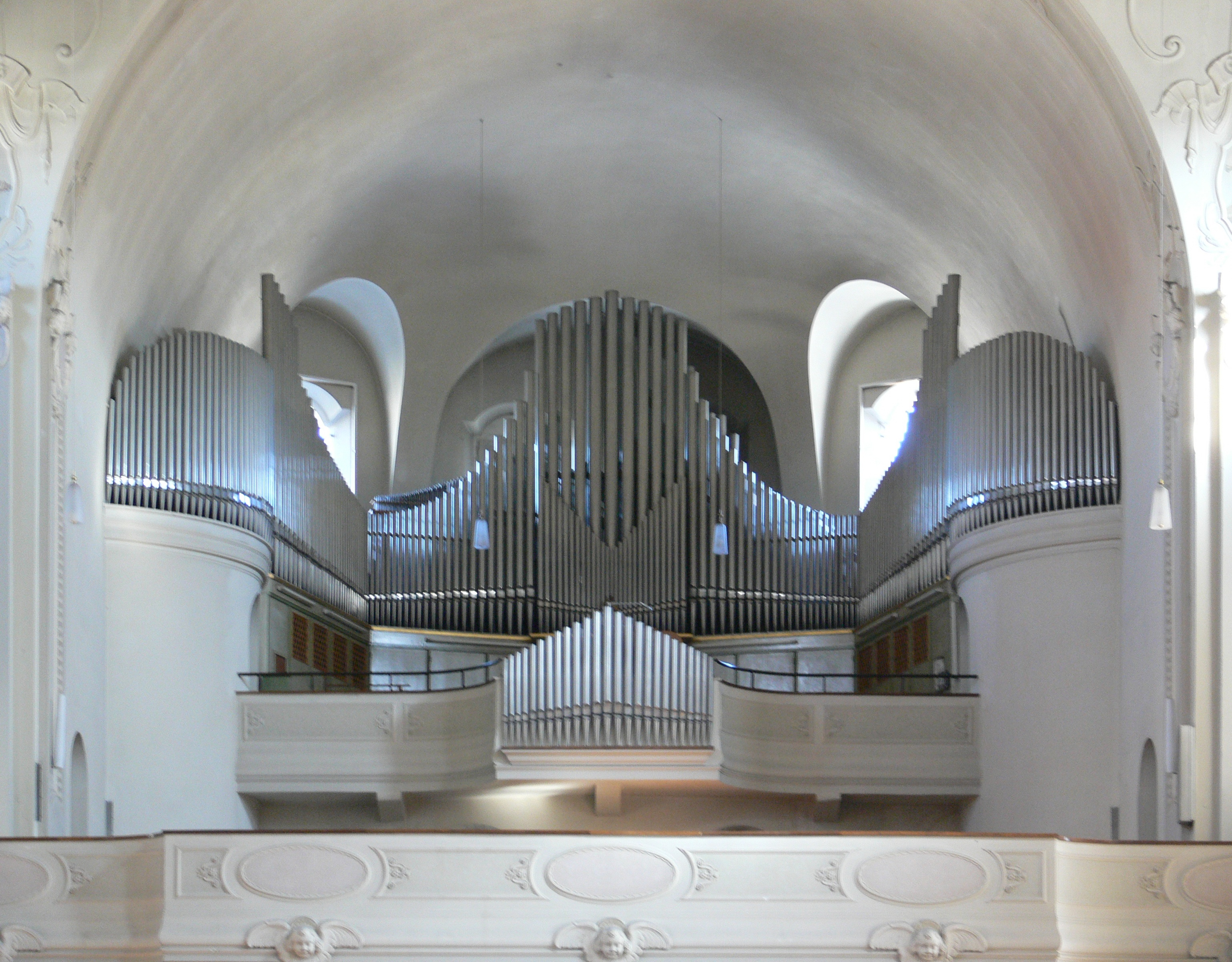
Die 1934 erbaute Zeilhuber-Orgel

Die Orgel der Stadtpfarrkirche befindet sich auf der Empore über dem Eingangsportal. Sie ist ein Werk des Orgelbaumeisters Josef Zeilhuber sen. aus Altstädten. Das im Jahr 1934 gebaute Instrument mit elektro-pneumatischen Kegelladen erhielt einen 87-%-Zinnprospekt auf einer Fläche von 70 bis 80 m2. Es verfügt über 54 Register, die auf drei Manuale und Pedal verteilt sind. Im Jahr 1959 wurde es um eine 32′ Tuba im Pedal erweitert und 2006 zuletzt renoviert. Die Disposition lautet wie folgt:
| I Manual C–a3 |        |
| Prinzipal     | 16′    |
| Prinzipal     | 08′    |
| Gambe         | 08′    |
| Großgedeckt 0 | 08′    |
| Flauto dolce  | 08′    |
| Oktav         | 04′    |
| Rohrflöte     | 04′    |
| Quint         | 02 ⁄3′ |
| Superoktav    | 02′    |
| Cornett V     | 08′    |
| Mixtur IV     | 02 ⁄3′ |
| Scharff IV    | 01 ⁄3′ |
| Trompete      | 08′    |
| Clairon       | 04′    |

| II Manual C–a3   |         |
| Bordun           | 16′     |
| Flötenprinzipal  | 08′     |
| Rohrgedackt      | 08′     |
| Wienerflöte      | 08′     |
| Salizional       | 08′     |
| Unda Maris       | 08′     |
| Prinzipal        | 04′     |
| Kleingedeckt     | 04′     |
| Traversflöte     | 04′     |
| Quintflöte       | 02 ⁄3′  |
| Waldflöte        | 02′     |
| Terz             | 01 3⁄5′ |
| Echo-Mixtur IV 0 | 02′     |
| Klarinette       | 08′     |
| Horn             | 08′     |
| Tremulant        |         |

| III Manual C–a3 |      |  |
| Nachthorn       | 016′ |  |
| Hornprinzipal   | 08′  |  |
| Quintatön       | 08′  |  |
| Aeoline         | 08′  |  |
| Vox Coelestis 0 | 08′  |  |
| Prästant        | 04′  |  |
| Gemshorn        | 04′  |  |
| Fernflöte       | 04′  |  |
| Piccolo         | 02′  |  |
| Cornettino IV   | 04′  |  |
| Cimbel III      | 01′  |  |
| Basson          | 16′  |  |
| Oboe            | 08′  |  |
| Vox Humana      | 08′  |  |
| Tremulant       |      |  |

| Pedal C–f1     |         |
| Contrabaß      | 16′     |
| Violonbaß      | 16′     |
| Subbaß         | 16′     |
| Harmonikabaß 0 | 16′     |
| Bordunbaß      | 16′     |
| Quintbaß       | 10 2⁄3′ |
| Oktavbaß       | 08′     |
| Hornbaß        | 08′     |
| Baßflöte       | 04′     |
| Pedalmixtur IV | 02 ⁄3′  |
| Tuba           | 32′     |
| Posaune        | 16′     |
| Trompetenbaß   | 08′     |

- Koppeln: II/I, III/I, III/II, I/P, II/P, III/P
  - Superoktavkoppeln: II, II/I, III, III/I, III/P
  - Suboktavkoppeln: II/I, III/I
- Spielhilfen: 2 freie Kombinationen, Automatisches Pianopedal für II und III, Tutti, Zungen ab, Einzelzungenabsteller, Walze, Crescendo ab, Handregister ab, Oktavkoppeln ab

Im Chorraum befindet sich seit 1981 noch eine Truhenorgel der Firma Jann.

## Glocken
In beiden Kirchtürmen hängen insgesamt sieben Bronzeglocken. Sie wurden 1948 in der Glockengießerei Petit & Gebr. Edelbrock in Gescher gegossen. Glocke 1 bekam 1996 einen Sprung und wurde durch einen Neuguss von Petit & Edelbrock ersetzt. Das Glockengeläut wiegt knapp 18 Tonnen und ist damit das größte Geläut im Bistum Augsburg. Es wird zu den schönsten Geläuten Süddeutschlands gezählt.
| Glocke | Name                  | Gewicht | Durchmesser | Schlagton |
| ------ | --------------------- | ------- | ----------- | --------- |
| 1      | Peter-und-Paul-Glocke | 6800 kg | 2150 mm     | G°        |
| 2      | Christusglocke        | 4460 kg | 1930 mm     | A°        |
| 3      | Gefallenenglocke      | 2567 kg | 1620 mm     | c′        |
| 4      | Marienglocke          | 1748 kg | 1425 mm     | d′        |
| 5      | Martinusglocke        | 1195 kg | 1260 mm     | e′        |
| 6      | Josephsglocke         | 0685 kg | 1060 mm     | g′        |
| 7      | Michaelisglocke       | 0443 kg | 0935 mm     | a′        |